# Susette Holten
Susette Cathrine Skovgaard, gift Holten (født 29. januar 1863 i København; død 11. februar 1937 sammesteds) var en dansk maler og keramiker ud af den kendte Skovgaard-kunstnerfamilie. Hun var i 1891 en af initiativtagerne til Den Frie Udstilling.
Susette Cathrine Skovgaards forældre var kunstneren P.C. Skovgaard og brodereren Georgia Skovgaard. Som hendes far og to brødre Joakim Skovgaard og Niels Skovgaard blev hun maler.
Hun boede det meste af sit liv i København, blandt andet i Holckenhus, Vester Voldgade 86.1, i perioden 1899-1901. Hun giftede sig i 1894 med grosserer Hans Nicolai Holten.

## Opvækst
I barndomshjemmet i en nu fredet villa i Rosenvænget på Østerbro udsmykkede forældrene hjemmet sammen. Georgia Skovgaard døde i barselssengen i 1868, da Susette kun var fem år, hvorefter P.C. Skovgaard blev den centrale person i hendes opvækst. Han tog sig meget af hende, blev hendes første læremester og introducerede hende til guldalderens kunst, bl.a. gennem sine venner Wilhelm Marstrand, Constantin Hansen og Lorenz Frølich.

## Uddannelse og kunstnerisk virke
Susette Holten gik til tegneundervisning hos Carl Thomsen, Laurits Tuxen og Frans Schwartz, men kunne som kvinde ikke blive optaget på Kunstakademiet. Hun var derfor mestendels uddannet af sin familie, men gik sine egne veje som kunstner. Det er særlig tydeligt i de keramiske værker.
Fra 1883 og ind i 1890'erne arbejdede Holten med keramisk kunst sammen med andre kunstnere, bl.a. Thorvald Bindesbøll, Theodor Philipsen og Elise Konstantin-Hansen og sine søskende Niels og Joakim. Det foregik først hos pottemager J. Wallmann i Utterslev og senere hos G. Eifrig i Valby.
Holten malede fortrinsvis landskaber, men også figurbilleder, portrætter og blomsterbilleder. Hun eksperimenterede med formerne og et mere abstrakt formsprog end guldalderens. Også i farveholdning nåede hun efterhånden et mere personligt udtryk, ofte i blå og gyldne farveharmonier. Hun blev påvirket af art nouveau og af japansk kunst, men holdt sig inden for det realistiske formsprogs rammer. I tidens ånd arbejdede hun desuden med alle former for kunsthåndværk, fx bogillustrationer, tegninger til møbler, guldsmedearbejder og broderier. I 1898 tegnede hun forlæg til et antependium i Immanuelskirken på Frederiksberg, og 1901 fik hun bestilling på forlæg til altertæppe til Roskilde Domkirke.
Kvindernes Udstilling fra Fortid og Nutid fandt sted i 1895, og Susette Holten blev udstillingsleder og desuden udstillingens hoveddesigner. Indgangspartiet var dekoreret med mælkebøtteranker langs dørkarmene og et stort maleri med den opgående sol over døren. Holten stod endvidere bag designet af et vævet tapet og møbler til en sommerstue på udstillingen. Til en porcelænsplatte, som blev uddelt som præmie i konkurrencer i udstillingens husholdningsafdeling, gentog hun motivet med den opgående sol.
Efter Kvindernes Udstillings afslutning og beslutningen om at følge Emma Gads forslag om at etablere Kvindernes Bygning designede Susette Holten en gadeplakat, som skulle opfordre til en landsdækkende subskription på 25 øre om måneden til fordel for idéen om en sådan bygning. Plakaten er komponeret med mælkebøttemotivet som samlende hovedfigur samt to logoer med byggende kvinder. Et logo, som desuden er anvendt indgraveret i et sølvfingerbøl, som solgtes til fordel for Kvindernes Bygning.
Ægteskabet med Hans Nicolai Hansen viste sig at være problematisk, i høj grad hvad angår økonomi. Susette Holten indstillede arbejdet med den eksperimentelle kunstnerkeramik og arbejdede nu med traditionelt maleri i en årrække. Her var større mulighed for at skabe økonomi for familien. De seneste år i sit liv genoptog hun sit arbejde med design af håndværk, herunder nye design til korsstingsbroderier. Det var vennen og kollegaen Elise Konstantin-Hansen, der i midten af 1930erne opfordrede hende til at indgå i samarbejde med den håndarbejdsinteresserede bibliotekar og senere broderihandler i Kolding, Agnes Fink.

## Rejser og udlandsophold
- 1880-81 Tyskland, Wien, Schweitz, Italien og Paris
- 1886-87 Egypten
- 1889 Paris
- 1889-93 Sommerophold i Norge
- 1893-94 og 1900 Italien
- 1895 London og Holland
- 1906-10 San Francisco og Seattle
- 1915 Langs Norges kyst til Nordkap
- 1921 Italien, Paris og London

## Udstillinger, udvalgte
- 1885-86 Charlottenborg Forårsudstilling
- 1891-92, 1894, 1896, 1898-1906, 1908, 1910-36 Den Frie Udstilling, medstifter
- 1888 Dekorationsforeningen
- 1983 Verdensudstillingen, Chicago
- 1895 Kvindernes Udstilling fra Fortid og Nutid
- 1897 Almänna konst. och industriutställung, Stockholm
- 1910-11 Dänische Ausställung, Königliches Kunstgewerbe Museum, Berlin
- 1920 Kvindelige Kunstneres retrospektive Udstilling, Den Fries Udstillingsbygning, København
- 1927 Danish National Exhibition, Brooklyn Museum
- 1990 Brændpunkter, Kunstindustrimuseet
- 1991 Keramisk Kunst, Brandts
- 1991 Den Fries kvindelige kunstnere 1891, Kvindemuseet, Aarhus, og Skagens Museum
- 2013 Skovgaard Museet
- 2013 Vejen Kunstmuseum
- 2024 Against All Odds, Historiske kvinder og nye algoritmer, Statens Museum for Kunst

## Værker i offentlig eje

### Akvarel
- 1899 Portræt af komponisten Carl Nielsen, akvarel, Det kgl. danske Musikkonservatorium

### Malerier
- 1888 Åens udløb, Statens Museum for Kunst

- 1902 En krukke med tulipaner, Vejen Kunstmuseum

- 1904 Fra Vestre Kirkegaard, Ordrupgaard
- 1916 Det nordlige ishav med Rusland i horisonten, Skovgaard Museet
- 1919 Skt. Ib med Roskilde Domkirke i baggrunden, Sønderjyllands Kunstmuseum
- 1928 Opstilling med roser, Storstrøms Kunstmuseum

### Keramiske arbejder
- 1885 Fad med japansk dukke, Ehlers Samling, Haderslev
- 1885 Fad med hejrer, Danmarks Designmuseum, deponeret på Skovgaard Museet
- 1885 Fad med skærmplante, Skovgaard Museet
- 1886 Fad med søstjerne, Designmuseum Danmark
- 1888 Bæger med blade i relief, Designmuseum Danmark
- 1888 Drage, der vogter indgangen til sin hule, Designmuseum Danmark
- 1888 Trold, der suger søen ud, Skovgaard Museet
- 1889 Lertøjs-krukke, Vejen Kunstmuseum
- 1889 Skål med fisk (evt. haletudser) i bølger, Designmuseum Danmark
- 1889 Vase med bølger, Designmuseum Danmark
- 1889 Vase, Designmuseum Danmark
- 1893 Fad med guldfisk i en strømhvirvel, Skovgaard Museet
- 1895 Skål med stjerner, Skovgaard Museet

### Porcelænsarbejder
- 1909-14 To vaser, Ordrupgaard
- Ukendt år Porcelænsvase, Vejen Kunstmuseum
- 1915 Bonbonniere, Skovgaard Museet
- 1913 Vase, Skovgaard Museet

#### Arbejder iblødt porcelæn(pâte tendre)
- Udført hos Bing og Grøndahl, Royal Copenhagen Samlingen, CLAY

### Forlæg til broderier
- U.å., Pude med motivet Afbladet Hyben, Vejen Kunstmuseum

### Udsmykninger
- 1898 Tegning til antependium i velour, motivet kornaks i guldbroderi, Immanuelskirken, Frederiksberg

### Andet
- 1895 Møblement, udstillet på Kvindernes Udstilling fra Fortid og Nutid, Anchers Hus, Skagen
- 1895 Vævet tapet med figurer tegnet af S.H., inspireret af græske vasemalerier, vævet af Emma Fischer, Designmuseum Danmark
- 1897 Tegninger til billedtæppe med motiver fra eventyret om Hans og Grete, Designmuseum Danmark

## Stillinger og hverv
- 1895 Udstillingsleder, Kvindernes Udstilling fra Fortid og Nutid
- 1910-14 Signerende underglasurmaler hos Den kgl. Porcelainsfabrik

## Eftertid
Susette Holten var en fremtrædende og eksperimenterende kunstner. På et tidspunkt i livet blev hun grundet ægtemandens økonomiske, uheldige dispositioner tvunget til at vælge at arbejde med lettere omsættelige værker, og hun opnåede derfor ikke samme berømmelse eller økonomiske velstand som sine brødre. I nyere tid er hendes særegne keramiske værker, hendes malerier og hendes illustrationer og tegninger i jugendstil atter blevet genstand for opmærksomhed og anerkendelse, og flere kunstmuseer har erhvervet værker af hende. Hendes eksperimentelle keramiske værker kan ses på Designmuseum Danmark, på Skovgaard Museet og på Vejen Kunstmuseum. De øvrige værker, eksempelvis de mere traditionelle malerier, er forholdsvis ukendte i offentligheden; men adskillige værker kan ses på Skovgaard Museet.
Et enkelt maleri, Åens Udløb, ejes af Statens Museum for Kunst og indgik i udstillingen her: Against All Odds – Historiske kvinder og nye algoritmer i 2024.

## Galleri
| - Værker af Susette Holten - Klar efterårsdag ved en skovsø, 1891 - Landskab med bjerge i baggrunden, 1893 |

| - Ranfjorden, 28. juni 1916 - Opstilling med frugt og blomster, 1932, Skovgaard Museet - Hvide og lyserøde blomster i vase, 1933 |

| - Den første forårsdag, 1893-1904 - Portræt af faster Wilhelmine Skovgaard, før 1904 - Plakat til fordel for opførelsen af Kvindernes Bygning, 1896 |